# Номер 13
«Номер 13» (англ. Number 13), альтернативна назва «Місіс Пібоді» (англ. Mrs Peabody) — короткометражний німий фільм, дебютна робота режисера Альфреда Гічкока, знятий у 1922. Через нестачу бюджету було відзнято лише кілька сцен.

## Виробництво
Тим не менш, залишилась деяка інформація про фільм. Це була історія про бідняків, що живуть в будівлі, на забезпеченні «The Peabody Trust», заснованого американським банкіром-філантропом Джордж Фостер Пібоді, щоб запропонувати доступне житло нужденним лондонцям.

## У ролях
- Клер Гріт
- Ернст Тесігер.

## Знімальна група
- Режисер — Альфред Гічкок
- Продюсер — Альфред Гічкок
- Сценарист — Аніта Росс
- Оператор — Джо Розенталь

## Цікаві факти
- Разом з відзнятим матеріалом також був загублений і сценарій фільму, написаний Анітою Росс, для студії Islington. За словами Гічкока в його інтерв'ю Франсуа Трюффо, до написання сценарію був причетний Чарлі Чаплін.[1]
- Актриса Клер Гріт була змушена фінансувати виробництво фільму. Ще одним співфінансистом був Джон Гічкок, дядько режисера. Щоб подякувати за таку щедрість Клер Гріт, Альфред Гічкок дав їй більше, ніж будь-кому, ролей в своїх фільмах (крім Лео Дж. Керролла, який зіграв також в шести фільмах Гічкока) — Ринг (1927), Людина з острова Мен (1929), Вбивство! (1930), Людина, що знала надто багато (1934), Саботаж (1936) і Таверна «Ямайка» (1939).
- «Номер 13» — незакінчена робота Гічкока.